# Liphanthus parvulus
Liphanthus parvulus là một loài Hymenoptera trong họ Andrenidae. Loài này được Friese mô tả khoa học năm 1916.